# Moritzia
Moritzia es un género de plantas con flores perteneciente a la familia Boraginaceae. Comprende 6 especies descritas y de estas solo 3 aceptadas.

## Descripción
Son hierbas perennes, erectas. Hojas basales frecuentemente formando una roseta abierta patente, las hojas caulinares alternas y en general considerablemente más pequeñas que las basales. Inflorescencias terminales, ebracteadas, en cimas de espigas o racimos esparcidamente ramificados. Flores bisexuales; cáliz tubular a angostamente campanulado; corola tubular, 5-mera, los lobos patentes, ovados a deltados, el tubo con protuberancias o mechones de pelos en la boca; estambres 5, sobre filamentos cortos, las anteras oblongas, insertadas arriba del 1/2 del tubo de la corola; ovario 4-lobado, el estilo ginobásico, el estigma inconspicuamente 2-lobado. Nuececillas solitarias por aborto, erectas, lisas a muricadas pero sin espinas.

## Taxonomía
El género fue descrito por  DC. ex Meisn. y publicado en  Plantarum vascularium genera secundum ordines ... 1: 280. 1840. La especie tipo es: Moritzia ciliata DC. ex Meisn.

## Especies aceptadas
A continuación se brinda un listado de las especies del género Moritzia aceptadas hasta septiembre de 2013, ordenadas alfabéticamente. Para cada una se indica el nombre binomial seguido del autor, abreviado según las convenciones y usos.
- Moritzia ciliata DC. ex Meisn.
- Moritzia dusenii I.M. Johnst.
- Moritzia lindenii (A.DC.) Benth. ex Gürke